# Марћин Левандовски
Марћин Пшемислав Левандовски (пољ. Marcin Przemysław Lewandowski; Шчећин, 13. јун 1987) је пољски атлетичар, чија је специјалност трка на 800 метара.

## Спортска каријера
Међународну каријеру је почео 2005. на јуниорском Европском првенству у Каунасу, Литванија, где је у трци на 1.500 метара био седми.
У 2006. учествовао је на Светском првенству у кросу у Фукуоки (Јапан), где је, у трци на 4 км завршио на 90. месту. Најбољи пласман имао је на Светском јуниорском првенству у Пекингу. где је био једини Европљанин који је учествовао у финалу трке на 800 метара и завршио на четвртом месту у времену 1:48,25..
Током сезоне 2007. освојио је златну медаљу на Европском првенству младих до 23 године у Дебрецину са 1:49,94, а на истом првенству 2009. у Каунасу Левандовски је био други (1:56,52). На такмичењу у Монаку 28. јула 2009. поставља лични рекорд у времену 1:43,84.
Учествовао је Олимпијским играма 2008. у Пекингу где је завршио на 20. месту., а на Светском првенству 2009. у Берлину, у финалу заузима последње 8. место са 1:46,17.
Набоље резултате остварио је у 2010. када је у Суперлиги европског екипног првенства био трећи (1:45,74), а на Европском првенству у Барселони постао европски првак, што му је омогућило да представља Европу на Континенталном купу у Сплиту. Указано поверење оправдао је освајањем другог места иза репрезентативца Африке, Кенијца Дејвида Рудише.

## Значајнији резултати
| Датум | Такмичење                                | Место          | Пласман | Дисциплина | Резултат |
| ----- | ---------------------------------------- | -------------- | ------- | ---------- | -------- |
| 2006  | Светско првенство за јуниоре             | Пекинг         | 4       | 800 м      | 1:48,25  |
| 2007  | Европско првенство за млађе сениоре У-23 | Дебрецин       |         | 800 м      | 1:49,94  |
| 2008  | Светско финале                           | Штутгарт       | 4       | 800 м      | 1:49,40  |
| 2009  | Европско првенство у дворани             | Торино         | 6       | 800 м      | 1:49,86  |
| 2009  | Европско првенство за млађе сениоре У-23 | Каунас         |         | 800 м      | 1:46,52  |
| 2009  | Светско првенство на отвореном           | Берлин         | 8       | 800 м      | 1:46,17  |
| 2010  | Европско екипно првенство                | Берген         |         | 800 м      | 1:45,74  |
| 2010  | Европско првенство на отвореном          | Барселона      |         | 800 м      | 1:47,07  |
| 2010  | Континентални куп                        | Сплит          |         | 800 м      | 1:44,81  |
| 2011  | Европско првенство у дворани             | Париз          |         | 800 м      | 1:48,23  |
| 2011  | Светско првенство                        | Тегу           | 4.      | 800 м      | 1:44,80  |
| 2012  | Светско првенство у дворани              | Истанбул       | БП      | 800 м      | НЗ       |
| 2012  | Олимпијске игре                          | Лондон         | 9.      | 800 м      | 1:45,08  |
| 2013  | Европско првенство у дворани             | Гетеборг       | 4.      | 1.500 м    | 3:39,19  |
| 2013  | Светско првенство                        | Москва         | 4.      | 800 м      | 1:44,08  |
| 2014  | Светско првенство у дворани              | Сопот          | Диск.   | 800 м      | Диск.    |
| 2014  | Европско првенство                       | Цирих          | 5.      | 800 м      | 1:45,78  |
| 2015  | Европско првенство у дворани             | Праг           |         | 800 м      | 1:46.67  |
| 2015  | Светско првенство                        | Пекинг         | 7.      | 800 м      | 1:45,34  |
| 2016  | Европско првенство                       | Амстердам      |         | 800 м      | 1:45,54  |
| 2016  | Олимпијске игре                          | Рио де Жанеиро | 6.      | 800 м      | 1:44,20  |
| 2017  | Европско првенство у дворани             | Београд        |         | 1.500 м    | 3:44,82  |
| 2017  | Светско првенство                        | Лондон         | 7.      | 800 м      | 1:45,93  |
| 2017  | Светско првенство                        | Лондон         | 7.      | 1.500 м    | 3:36,02  |
| 2018  | Светско првенство у дворани              | Бирмингем      |         | 1.500 м    | 3:58,39  |
| 2018  | Европско првенство                       | Берлин         |         | 1.500 м    | 3:38,14  |
| 2019  | Европско првенство у дворани             | Глазгов        |         | 1.500 м    | 3:42,85  |
| 2019  | Светско првенство                        | Доха           |         | 1.500 м    | 3:31,46  |